# Сьвйонтники (Єнджейовський повіт)
Сьвйонтники (пол. Świątniki) — село в Польщі, у гміні Водзіслав Єнджейовського повіту Свентокшиського воєводства.
Населення — 121 особа (2011).
У 1975-1998 роках село належало до Келецького воєводства.

## Демографія
Демографічна структура на день 31 березня 2011 року:
|          | Загалом | Допрацездатний вік | Працездатний вік | Постпрацездатний вік |
| -------- | ------- | ------------------ | ---------------- | -------------------- |
| Чоловіки | 55      | 11                 | 37               | 7                    |
| Жінки    | 66      | 11                 | 39               | 16                   |
| Разом    | 121     | 22                 | 76               | 23                   |